# Lenox, Massachusetts
Lenox är en kommun (town) i Berkshire County i delstaten Massachusetts, USA. Vid 2020 års folkräkning hade kommunen 5 095 invånare.

## Kända personer från Lenox
- William C. Plunkett, politiker
- Finn Wittrock, skådespelare